# (37514) 1118 T-3
1118 T-3 (asteroide 37514) é um asteroide da cintura principal. Possui uma excentricidade de 0.06960870 e uma inclinação de 8.32932º.
Este asteroide foi descoberto no dia 17 de outubro de 1977 por Cornelis Johannes van Houten e Ingrid van Houten-Groeneveld e Tom Gehrels em Palomar.